# Gneo Bebio Tamfilo
Gneo Bebio Tamfilo (latino: Gnaeus Baebius Tamphilus) (fl. III-II secolo a.C.) è stato un politico romano.

## Biografia
Era fratello di Marco, console l'anno successivo. Entrambi erano figli di un Quinto e nipoti di un Gneo.
Nel 204 a.C. fu tribuno della plebe ed accusò i censori Marco Livio Salinatore e Gaio Claudio Nerone di malversazioni occorse durante il periodo della loro carica. Ma il Senato, anche se profondamente scontento della condotta dei censori, fu forzato a far cadere l'accusa, in quanto si ritenne più opportuno mantenere il principio della irresponsabilità dei censori che infliggere loro la punizione che meritavano.
Nel 199 a.C. fu pretore e gli fu affidato il comando delle legioni di Gaio Aurelio Cotta, console nell'anno precedente, fino all'arrivo del nuovo console Lucio Cornelio Lentulo. Ma Tamfilo, ansioso di ottenere una vittoria che gli portasse gloria, compì una incursione nel territorio degli Insubri, ma fu sconfitto con gravi perdite. All'arrivo di Lentulo, fu rimandato a Roma in disgrazia.
Nel 186 a.C. fu triumviro per la fondazione di due nuove colonie e nel 182 a.C. fu console con Lucio Emilio Paolo Macedonico. Unitamente al collega, Tamfilo combatté vittoriosamente contro i Liguri e rimase in loco come proconsole anche l'anno successivo.